# Salo Drucker

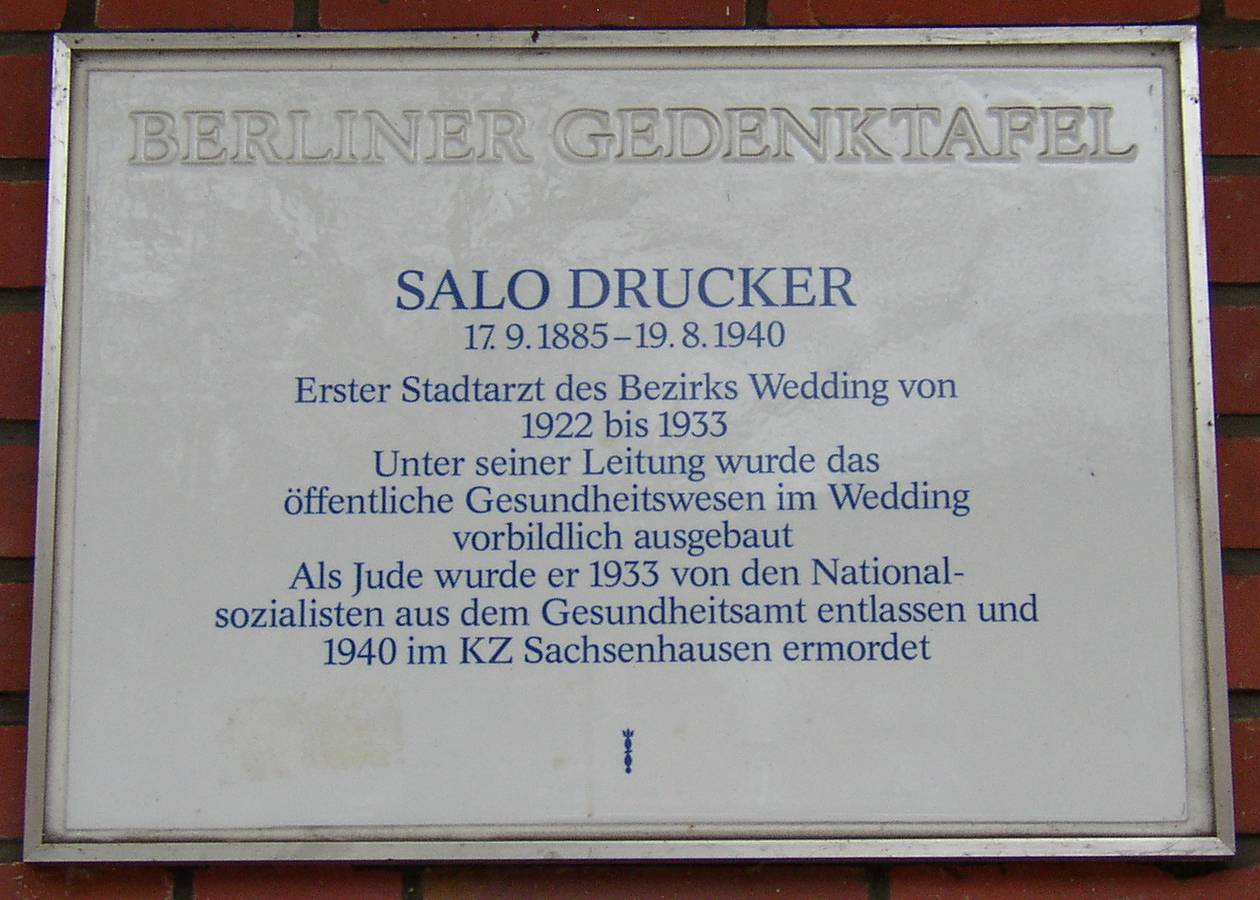
Gedenktafel für Salo Drucker

Salomon Siegfried „Salo“ Drucker (* 17. September 1885 in Lissa, Provinz Posen; † 19. August 1940 im KZ Sachsenhausen) war ein deutscher Kinderarzt, Sozialmediziner und Opfer des Nationalsozialismus.

## Medizinstudium, Berufseinstieg, Erster Weltkrieg und politische Betätigung
Drucker absolvierte von 1904 bis 1909 ein Medizinstudium an der Universität Berlin und wurde 1910 in Berlin approbiert und zum Dr. med. promoviert. Ab 1910 spezialisierte er sich als Assistenzarzt in Berlin auf Pädiatrie. Er trat der SPD bei und engagierte sich im Bereich der Gesundheitspolitik für den Zentralbildungsausschuss als „Wanderredner“. Von 1911 bis 1914 war er zudem „Jugendhelfer bei Arbeiterverbänden“. Daneben veröffentlichte er zu medizinischen Themen und zur sozialen Lage. Als Militärarzt nahm er durchgehend am Ersten Weltkrieg teil. Kurzzeitig gehörte er der USPD an, trat aber 1922 der SPD wieder bei.

## Wirken als Stadtarzt in Berlin-Wedding
Nach dem Kriegsende war er von 1919 bis 1922 Gemeinde- und Schularzt in Berlin-Reinickendorf. Von 1922 bis zu seiner Entlassung 1933 war er erster Stadtarzt des Bezirks Wedding, wo er ebenfalls gesundheitspolitisch wirkte. Als Leiter des örtlichen Gesundheitsamts in einem von materieller Not geprägten Arbeiterbezirk baute er das Gesundheitswesen aus. Unter seiner Leitung standen unter anderem das Schulgesundheitswesen, die Trinker- und Tuberkulosefürsorge, das Kaiser- und Kaiserin-Friedrich-Kinderkrankenhaus, die Kinderfürsorge, das Badewesen sowie Beratungsstellen für Haut- und Geschlechtskrankheiten. Mit Georg Benjamin und Alfred Grotjahn kooperierte er im Rahmen der gesundheitspflegerischen Volksaufklärung. Drucker warb insbesondere für die Alkoholabstinenz bei Arbeitern und der Jugend durch Aufklärung, Schriften und Schaffung alkoholfreier Räume. Im Bereich der Sozialmedizin referierte er zudem bei SPD-Ortsgruppen sowie Gewerkschaftsveranstaltungen über Alkoholsucht, Gesundheitsschäden durch das Rauchen und Geschlechtskrankheiten. Des Weiteren organisierte er Ausstellungen zu gesundheitspflegerischen Fragestellungen und sprach im Rundfunk. Er gehörte dem Vorstand des Deutschen Arbeiter-Abstinenten-Bundes und der Arbeitsgemeinschaft sozialistischer Alkoholgegner an. Des Weiteren trat er 1924 dem Verein sozialistischer Ärzte bei.

„Jede Maßnahme zur Einschränkung des Alkoholkonsums stößt nicht nur auf erbittertsten Widerstand des materiell interessierten Alkoholkapitals, sondern auch aller bürgerlicher Parteien, die in der alkoholischen Durchfeuchtung des Proletariats eines ihrer Herrschaftsmittel erblicken […] Die Arbeiterklasse muß sich auch vom Alkohol selbst befreien.“

## Emigration nach der NS-Machtübernahme, Rückkehr, Verfolgung und Tod
Nach der Machtübernahme durch die Nationalsozialisten wurde er aufgrund des Gesetzes zur Wiederherstellung des Berufsbeamtentums am 15. April 1933 als Jude und Sozialdemokrat aus dem Amt des Stadtarztes entlassen. Anschließend emigrierte er in die Schweiz, wo er jedoch nicht praktizieren durfte. Auch weil er Gefahr lief seine Pensionsansprüche in Deutschland zu verlieren, kehrte er 1934 mit seiner Frau nach Berlin zurück. Nach erfolglosen Versuchen in die USA oder nach England zu emigrieren zog er 1935 von Berlin-Frohnau nach Berlin-Wilmersdorf, wo er in seiner Wohnung eine Privatpraxis einrichtete. Dort behandelte er jüdische Kinder und konnte nach dem Entzug seiner Approbation zuletzt nur noch als jüdischer Krankenbehandler praktizieren. Am 11. Juni 1940 wurde Drucker in seiner Wohnung durch Beamte der Gestapo festgenommen, in das Gestapogefängnis Prinz-Albrecht-Straße 8 verbracht und im Polizeipräsidium vernommen, da er der Verbreitung von „Gräuelpropaganda“ beschuldigt wurde. Mitte Juli 1940 wurde er in das KZ Sachsenhausen eingewiesen, wo er bereits einen Monat später starb. Angeblich soll er an einer Lungenentzündung gestorben sein. Seine Asche wurde auf dem Jüdischen Friedhof Berlin-Weißensee beigesetzt.

## Gedenken

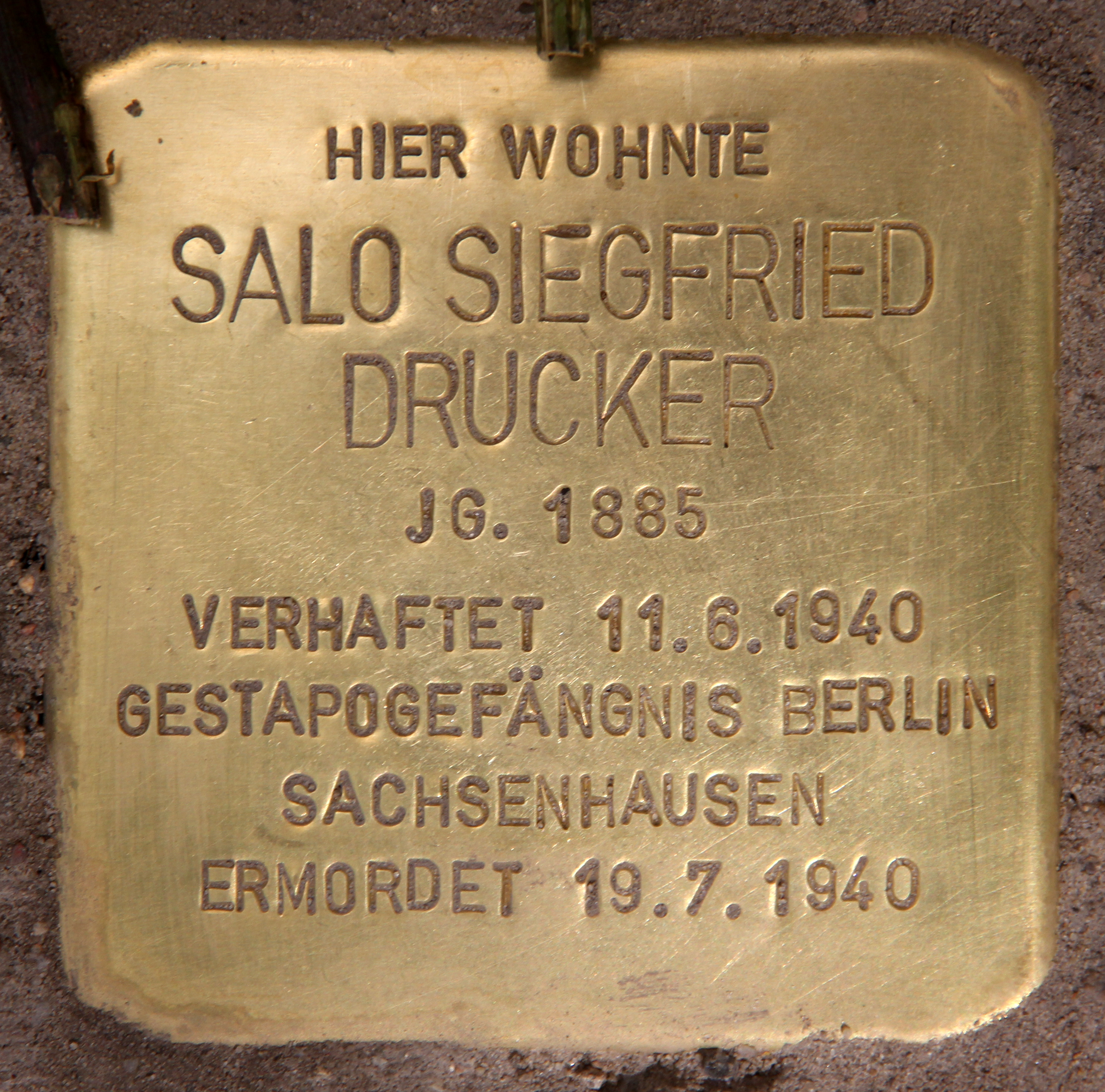
Stolperstein für Salo Drucker mit fälschlichem Todesdatum

Zu Druckers Erinnerung wurde am 19. August 1990 in Berlin-Wedding eine Gedenktafel in der Reinickendorfer Straße 60a enthüllt. Nachdem das  Haus der Gesundheit in der Reinickendorfer Straße abgerissen wurde, hängt die Tafel nun am Verwaltungsgebäude des Jüdischen Krankenhauses. Im Stadtteil Wilmersdorf wurde zu seinem Gedenken an seinem letzten Wohnort in der Fasanenstraße 59 ein Stolperstein verlegt. Dort befindet sich auch ein Stolperstein für seine Ehefrau Liesbeth, geborene Sachs (1884–1941). Das Paar blieb kinderlos. Die Sozialdemokratin unterstützte ihren Mann bei seinem Vorgehen gegen den Alkoholismus. Während der Beisetzung ihres verstorbenen Mannes rief sie dreimal „Die Mörder“. Mit einem Transport wurde sie am 27. November 1941 vom Bahnhof Grunewald aus nach Riga gebracht und dort in einem nahen Waldstück mit den weiteren 1053 Deportierten am 30. November 1941 erschossen. Die Angabe, sie sei noch ins KZ Auschwitz transportiert worden, ist falsch. Fast alle Familienangehörigen des Ehepaares wurden Opfer des Holocaust.

## Schriften (Auswahl)
- Die Geschlechtskrankheiten : Ein Vortragsgrundr. mit 33 Bildern, Zentralbildungsausschuß der sozialdemokratischen Partei Deutschlands, Berlin 1915
- Vom Rauchen und Trinken, G. Birk & Co. m. b. H., München 1927
- Der Sinn der sozialistischen Abstinenzbewegung, Deutscher Arbeiter-Abstinenten-Bund, Berlin 1927
- Alkoholismus und Arbeiterwohlfahrt, Hauptausschuß f. Arbeiterwohlfahrt, Berlin 1929
- Alkoholkranken-Fürsorge und Krankenkassen, Verb. Schweizer. Fürsorgestellen f. Alkoholgefährdete, Bern 1934

## Zeitschriftenbeiträge (Auswahl)
In: Der sozialistische Arzt.
- Alkohol und Volksgesundheit. Band II  (1926/27), Heft 1 (April), S. 39–41 Digitalisat
- Der sozialistische Arzt und der Kampf gegen den Alkoholismus. Band III (1927/28), Heft 4 (April), S. 36–37 Digitalisat
- Die Organisation des öffentlichen Gesundheitswesens. Band IV (1928), Heft 1–2 (August), S. 24–26 Digitalisat
- August Forel. Ein kurzes Nachwort zu seinem 80. Geburtstag. Band IV (1928), Heft 3–4 (Dezember), S. 33–34 Digitalisat
- Der 33. deutsche Krankenkassentag. Band V (1929), Heft 3 (September), S. 115–120 Digitalisat
- Trinkerkinder. Band VIII (1932), Heft 1 (Januar), S. 18–25 Digitalisat